# Xochimilco
Xochimilco (pron. [ʃot͡ʃiˈmilko]; nahuatl: Xōchimīlco [ʃoːt͡ʃiˈmiːɬko]; spagnolo: [sot͡ʃiˈmilko]) è una delle sedici delegazioni in cui si divide Città del Messico.
Si trova nella zona sud della capitale del Messico. Confina a nord con le delegazioni: Coyoacan e Iztapalapa; ad est con la delegazione Tláhuac; a ovest con la delegazione Tlalpan e a sudest con la delegazione Milpa Alta. Ha una superficie di 122 km quadrati, che ne fanno la terza più grande delegazione di Città del Messico. Contiene anche un mercato dei fiori ed è a pochi passi da un parco turistico lacustre percorribile attraverso i suoi canali.
Il nome Xōchimīlco significa letteralmente "nel campo di fiori", ed è un composto di xōchi- (da xōchitl, "fiore") + mīl- (da mīlli, "campo") + -co (suffisso locativo).
Le origini di Xochimilco risalgono all'epoca precolombiana. Dal periodo preclassico mesoamericano le sue rive ed isole furono abitate da diversi popoli di origine sconosciuta. All'inizio del periodo posclassico mesoamericano Xochimilco era un importante altepetl che fu sottomesso dai Mexica nel XV secolo. Durante la colonizzazione spagnola e i primi anni del Primo Impero messicano, il territorio di Xochimilco si trasforma in fornitore di alimenti per Città del Messico.
La delegazione ha grandi contrasti. Nel suo territorio si incontrano 14 villaggi originari: San Andrés Ahuayucan, San Francisco Tlalnepantla, San Gregorio Atlapulco, San Lorenzo Atemoaya, San Lucas Xochimanca, San Luis Tlaxialtemalco, San Mateo Xalpa, Santa Cecilia Tepetlapa, Santa Cruz Acalpixca, Santa Cruz Xochitepec, Santa María Nativitas, Santa María Tepepan, Santiago Tepalcatlalpan e Santiago Tulyehualco, che conservano molti segni della propria cultura tradizionale ed eredità indigena. La zona Nord di Xochimilco è pienamente integrata nella zona metropolitana di Città del Messico, dove vi sono zone industriali e di servizi che rappresentano una parte importante della vita economica della delegazione, mentre le montagne del sud e la zona lacustre del centro formano parte di un'importante riserva naturale del Distretto Federale.
Xochimilco ha importanza per l'esistenza delle chinampa o orti galleggianti. Sono la testimonianza di un'antica tecnica agricola mesoamericana che fu sviluppata e condivisa da diversi villaggi della Valle del Messico. Dopo il disseccamento dei laghi della Valle del Messico, solo Xochimilco e Tláhuac conservano questa tecnica agricola. Per questo, è una delle destinazioni turistiche principali di Città del Messico che attira tanto turisti messicani quanto stranieri. Con l'intenzione di contribuire alla conservazione dell'ambiente lacustre, la UNESCO proclamò le chinampa di Xochimilco patrimonio dell'umanità nel 1987. Particolarità è che solo in questo lago al mondo, vive un piccolo e particolare anfibio chiamato axolotl.